# Légende du marais

Légende du marais  (en allemand, Sumpflegende) est une peinture à l'huile sur carton du peintre allemand Paul Klee réalisée en 1919. Le tableau est, depuis 1982, la propriété du Musée Lenbachhaus de Munich.

## Description
Le tableau fait partie de la série des Paysages cosmiques peints par Klee 1917 et 1919, dans laquelle il exprime une conception symbolique de la Nature. Les objets s'ordonnent d'une manière naïve dans des tons abstraits dominés par un jaune sulfureux et du violet en contraste. Dans le décor fantastique, le personnage devient lui-même une composante de la nature.

## Provenance
Peu après son achèvement, le tableau a été acheté  par Paul Küppers, directeur de l'association des artistes de Hanovre et sa femme Sophie, plus tard Lissitzky-Küppers, directement dans l'atelier de l'artiste au Château de Suresnes à  Munich. En 1926, Sophie Lissitzky-Küppers a prêté le tableau, ainsi que 15 autres œuvres de la Modernité, au musée provincial de Hanovre. Le 5 juillet 1937, il y a été confisqué par les Nazis dans le cadre de l'action « Art dégénéré ». À partir du 19 juillet 1937, il a été présenté dans l'exposition « Art dégénéré » sur le Mur Dada.
En 1937, les collections de ce musée de Hanovre sont purgées par Adolf Ziegler, président de la Chambre des beaux-arts du Reich. Près de 300 œuvres disparaissent et Sophie Lissitzky-Küppers, alors en URSS, n'est pas indemnisée. La Liste Harry-Fischer établie en 1997 répertorie sur près de 600 pages toutes les œuvres spoliées. Sur une des pages concernant le musée de Hanovre, il est écrit que le marchand d'art Hildebrand Gurlitt a acheté en 1941 le tableau au Troisième Reich, pour 500 francs suisses. Pourtant Légende du marais n'apparaît pas sur la liste de la centaine d'œuvres que les Monuments Men ont confisquées à Gurlitt en 1945, avant de les lui restituer en 1950.
En 1962, il a été mis aux enchères par la société de ventes aux enchères Lempertz à Cologne, en dépit d'une indication sur sa provenance et de la présomption d'appartenance à Sophie Lissitzky-Küppers. Le collectionneur suisse Ernst Beyeler l'a ensuite acquis. Ce dernier l'a revendu à la Galerie Rosengart à Lucerne, où il se trouvait de 1973 à 1982. Puis, il a été acquis pour 700 000 DM par la Fondation Gabriele Münter et Jean Eichner et la Ville de Munich qui l'ont prêté au Musée Lenbachhaus de Munich
En 1992, Jen Lissitzky, le fils de Sophie Lissitzky-Küppers, a déposé une requête pour la restitution du tableau au Tribunal régional de Munich. Cette requête a été rejetée au motif de la prescription trentenaire qui fait loi en Allemagne. Le principe d'une levée de la prescription en vertu de la Déclaration de Washington, que les musées publics allemands se sont engagés à respecter, ne s'applique pas dans ce cas s'agissant d'une fondation privée. Le 26 juillet 2017, une bataille juridique au sujet du tableau a abouti à un règlement : la ville de Munich, où l’œuvre est exposée au musée Lenbachhaus, conservera le tableau, mais les héritiers du propriétaire d’origine seront remboursés de la valeur du chef-d’œuvre, estimée entre 2 et 4 millions de dollars. 

## Source de la traduction
- (de) Cet article est partiellement ou en totalité issu de l’article de Wikipédia en allemand intitulé « Sumpflegende » (voir la liste des auteurs).